# Dicranota (Dicranota) polaris
Dicranota (Dicranota) polaris is een tweevleugelige uit de familie Pediciidae. De soort komt voor in het Palearctisch gebied.